# Trabadelo
Trabadelo is een Spaanse gemeente in de comarca El Bierzo van de provincie León, deel van de autonome regio Castilië en León. Volgens de bevolkingscijfers van het INE van 2023 heeft de gemeente 337 inwoners. Het is een van de gemeenten in León waar Galicisch wordt gesproken.
In de gemeente liggen de dorpen en gehuchten  Moral de Valcarce, Parada de Soto, Pereje, Pradela, San Fiz do Seo, Sotelo, Sotoparada, Villar de Corrales en Trabadelo zelf. De gemeente wordt doorkruist door de Autovía del Noroeste (A-6) en de N-VI. De hoogte van het gebied varieert van 1453 meter (Pico de Loro) op de gemeentegrens met Balboa en Villafranca del Bierzo, in het Sierra de Ancares gebergte, tot 520 meter aan de oevers van de Rio Valcarce. Het dorpscentrum ligt op 590 meter boven de zeespiegel.